# Точечный электрический заряд
То́чечный электри́ческий заря́д — электрически заряженная материальная точка, идеализация, вводимая для упрощения описания поля заряженного тела или системы тел. Модель точечного заряда применяется в ситуациях, когда собственными размерами заряженного объекта можно пренебречь, по сравнению с расстоянием, на котором рассматривается электростатическое взаимодействие.
Именно для точечных зарядов сформулирован закон Кулона для силы взаимодействия двух заряженных тел в вакууме. Также именно для точечного заряда записывается выражение силы Лоренца, действующей со стороны электромагнитного поля.
Электростатическое поле и потенциал точечного заряда {\displaystyle q} имеют вид
{\displaystyle {\vec {E}}={\frac {q}{4\pi \varepsilon _{0}r^{2}}}\cdot {\vec {e}}_{r},\qquad \varphi ={\frac {q}{4\pi \varepsilon _{0}r}}},
где {\displaystyle r} — расстояние от заряда, {\displaystyle {\vec {e}}_{r}} — единичный вектор, направленный от заряда, а {\displaystyle \varepsilon _{0}} — электрическая постоянная. При {\displaystyle q>0}, поле направлено от заряда, а в случае {\displaystyle q<0} — к заряду. 
Модель точечного заряда помогает решать простые учебные задачи. Однако её использование может вызывать неудобства — и физические, и расчёто-математические — в более сложных ситуациях. В частности, сложности обусловлены дельтаобразной плотностью заряда и нереалистично большими по величине полями вблизи заряда.